# Svalöv
Svalöv – miejscowość (tätort) w południowej Szwecji, w regionie administracyjnym (län) Skania. Siedziba władz (centralort) gminy Svalöv.
Miejscowość położona jest w zachodniej części prowincji historycznej (landskap) Skania, ok. 18 km na wschód od Landskrony.
W Svalöv znajduje się założony pod koniec XIX wieku ośrodek hodowli roślin, od 2010 działający pod nazwą Lantmännen SW Seed (wcześniej jako Svalöf Weibull AB).
W 2010 Svalöv liczyło 3633 mieszkańców.